# World Badminton Grand Prix 1989 (Finale)
Das Finale des World Badminton Grand Prix 1989 fand in Singapur vom 6. bis 10. Dezember statt. Es war der Abschlusswettkampf der Grand-Prix-Serie der abgelaufenen Saison. Das Preisgeld betrug umgerechnet 176.050 US-Dollar.

## Finalresultate
| Disziplin    | Sieger                               | Finalist                    | Ergebnis            |
| ------------ | ------------------------------------ | --------------------------- | ------------------- |
| Herreneinzel | Xiong Guobao                         | Foo Kok Keong               | 15:11, 15:7         |
| Dameneinzel  | Tang Jiuhong                         | Han Aiping                  | 12:11, 12:10        |
| Herrendoppel | Jalani Sidek Razif Sidek             | Li Yongbo Tian Bingyi       | 15:9, 15:5          |
| Damendoppel  | Rosiana Tendean Erma Sulistianingsih | Dorte Kjær Nettie Nielsen   | 11:15, 18:16, 18:16 |
| Mixed        | Eddy Hartono Verawaty Wiharjo        | Thomas Lund Pernille Dupont | 12:15, 15:7, 15:6   |